# Rajd San Marino
Rajd San Marino (Rally di San Marino) – organizowany od 1970 roku szutrowy rajd samochodowy z bazą w San Marino. Odbywa się na włoskich trasach, niedaleko San Marino. Od 1983 do 2006 roku stanowił eliminację mistrzostw Europy. Do 2010 roku odbywały się tu też mistrzostwa Włoch. Od 2007 roku jest jedną z eliminacji Trofeo Rally Terra (szutrowych mistrzostw Włoch). Z kolei w 2012 roku rajd ten stanie się jedną z eliminacji serii Intercontinental Rally Challenge.

## Zwycięzcy
| Rok  | Kierowca            | Pilot               | Samochód                   |
| ---- | ------------------- | ------------------- | -------------------------- |
| 1970 | Arnaldo Cavallari   | Benvenuti           | Porsche 911                |
| 1971 | Leo Pittoni         | Arnaldo Bernacchini | Lancia Fulvia HF           |
| 1972 | Giulio Bisulli      | Arturo Zanuccoli    | Fiat 124 Abarth            |
| 1973 | Sandro Munari       | Mario Mannucci      | Lancia Fulvia HF           |
| 1974 | Giulio Bisulli      | Arturo Zanuccoli    | Fiat 124 Abarth            |
| 1978 | Antonillo Zordan    | Bedin               | Porsche 911 C              |
| 1979 | Antonio Fassina     | Mauro Mannini       | Lancia Stratos             |
| 1980 | Adartico Vudafieri  | Fabio Penariol      | Fiat 131 Abarth            |
| 1981 | Antonio Fassina     | Rudy Dalpozzo       | Opel Ascona 400            |
| 1982 | Antonio Tognana     | Massimo De Antoni   | Lancia 037                 |
| 1983 | Massimo Biasion     | Tiziano Siviero     | Lancia 037                 |
| 1984 | Adartico Vudafieri  | Luigi Pirollo       | Lancia 037                 |
| 1985 | Massimo Ercolani    | Loris Roggia        | Lancia 037                 |
| 1986 | Fabrizio Tabaton    | Luciano Tedeschini  | Lancia Delta S4            |
| 1987 | Patrick Snijers     | Dany Colebunders    | Lancia Delta HF 4WD        |
| 1988 | Paola De Martini    | Umberta Gibellini   | Audi Coupe Quattro         |
| 1989 | Giuseppe Grossi     | Alex Mari           | Lancia Delta Integrale     |
| 1990 | Michele Gregis      | Massimo Ciceri      | Lancia Delta Integrale 16V |
| 1991 | Massimo Ercolani    | Christina Larcher   | Lancia Delta Integrale 16V |
| 1992 | Gilberto Pianezzola | Maurizio Imerito    | Lancia Delta Integrale 16V |
| 1993 | Giuseppe Grossi     | Antonio Borri       | Lancia Delta HF Integrale  |
| 1994 | Andrea Navarra      | Renzo Casazza       | Subaru Legacy RS           |
| 1995 | Giuseppe Grossi     | Antonio Borri       | Toyota Celica Turbo 4WD    |
| 1996 | Massimo Ercolani    | Giorgio Manuzzi     | Subaru Impreza 555         |
| 1997 | Franco Cunico       | Pierangelo Scalvini | Ford Escort RS Cosworth    |
| 1998 | Andrea Aghini       | Dario D'Esposito    | Toyota Corolla WRC         |
| 1999 | Andrea Navarra      | Simona Fedeli       | Ford Escort WRC            |
| 2000 | Piero Longhi        | Lucio Baggio        | Toyota Corolla WRC         |
| 2001 | Paolo Andreucci     | Anna Andreussi      | Ford Focus WRC             |
| 2002 | Andrea Aghini       | Dario D'Esposito    | Peugeot 206 WRC            |
| 2003 | Andrea Navarra      | Simona Fedeli       | Subaru Impreza WRC         |
| 2004 | Andrea Navarra      | Simona Fedeli       | Subaru Impreza WRX STi     |
| 2005 | Piero Longhi        | Maurizio Imerito    | Subaru Impreza WRX STi     |
| 2006 | Piero Longhi        | Maurizio Imerito    | Subaru Impreza WRX STi     |
| 2007 | Piero Longhi        | Maurizio Imerito    | Subaru Impreza WRX STi     |
| 2008 | Piero Longhi        | Maurizio Imerito    | Subaru Impreza WRX STi     |
| 2009 | Paolo Andreucci     | Anna Andreussi      | Peugeot 207 S2000          |
| 2010 | Paolo Andreucci     | Anna Andreussi      | Peugeot 207 S2000          |
| 2011 | Andreas Mikkelsen   | Ola Fløene          | Peugeot 207 S2000          |
| 2012 | Basso Giandomenico  | Mitia Dotta         | Ford Fiesta RRC            |